# Noiemberian
Noyemberyan este un oraș din Provincia Tavush, Armenia.

## Galerie

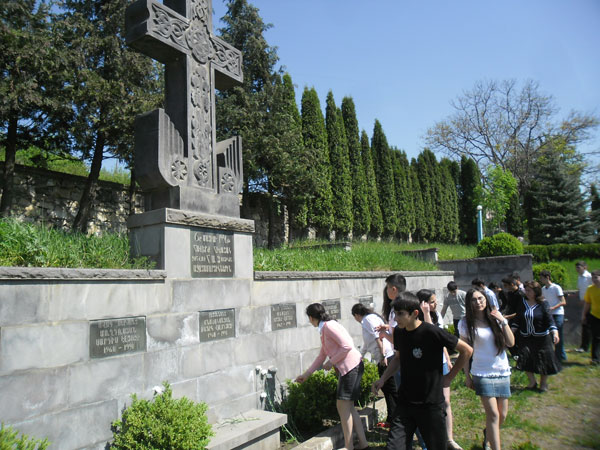
Memorial dedicat războiului din Nagorno-Karabah
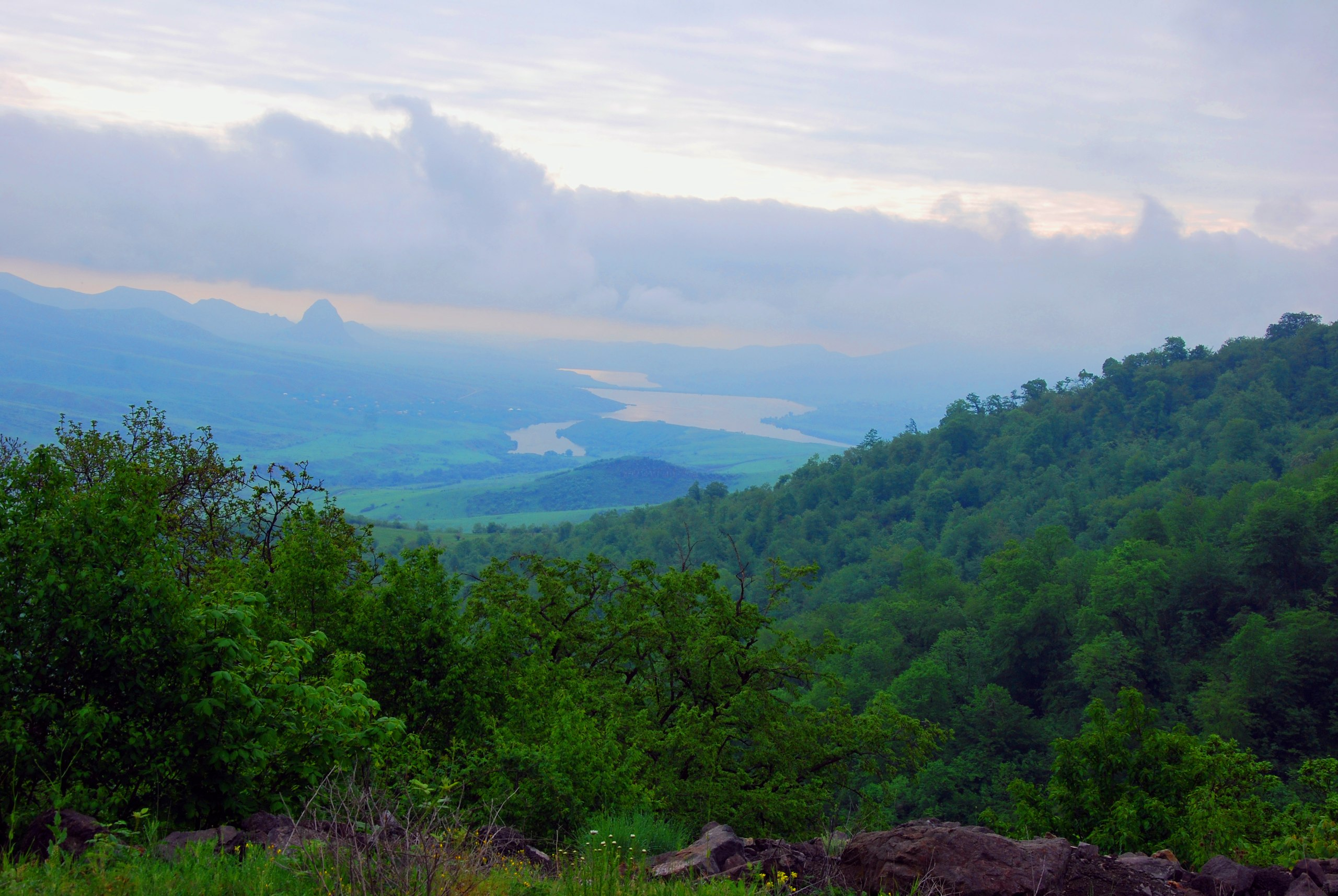
Noyemberyan
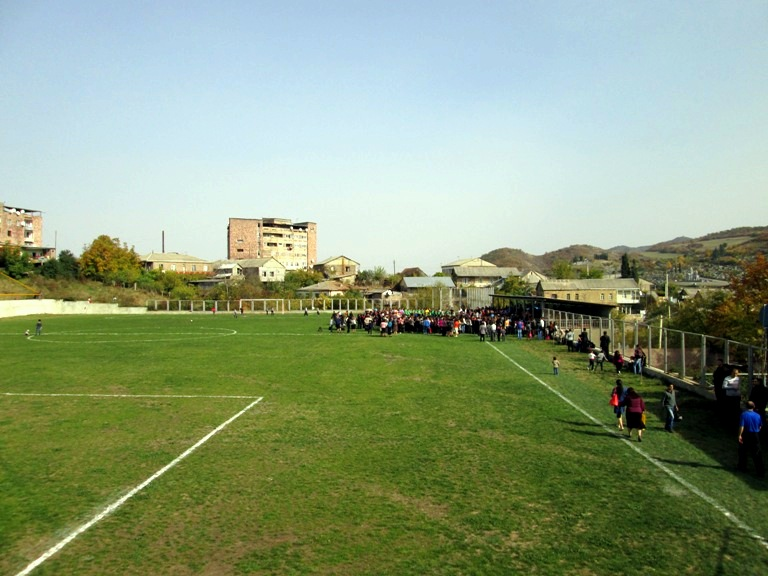
Stadionul Noyemberyan